# 早稲田文学
『早稲田文学』（わせだぶんがく）は、日本の文芸雑誌。1891年（明治24年）、東京専門学校文学科（現・早稲田大学文学学術院）の坪内逍遥が創刊。発行元の早稲田文学会は早稲田文学新人賞を主催する。
第10次『早稲田文学』が2007年より不定期に刊行されていたが、2022年発行の「増刊号 家族」をもって休刊となった。また、フリーペーパー『WB』も全国で配布していた。

## 沿革
第1次（1891年 - 1898年）
- 創刊当時、坪内逍遥は東京専門学校文学科の学生を会員に早稲田文学会を作っていたが、それが「早稲田文学」発行の母胎となったとみられる。最初は講義録風であったが、1893年9月の第49号からは誌面が一新され純粋の文学雑誌に転身した[2]。
- 坪内逍遥の評論を掲載。森鷗外との没理想論争の舞台になった。『しがらみ草紙』3号には坪内逍遥の文が掲載される（cf.森常治）。他に島村抱月、広津柳浪らが執筆。

第2次（1906年 - 1927年）
- 留学から帰国した島村抱月が中心になって復刊。自然主義文学の拠点になった。正宗白鳥、秋田雨雀らが執筆。

第3次（1934年 - 1949年）
- 谷崎精二（谷崎潤一郎の弟）らが主宰。第二次世界大戦中も刊行を続けた。

第4次（1949年）

第5次（1951年 - 1953年）

第6次（1959年）

第7次（1969年 - 1975年）
- 1968年より立原正秋、1970年から有馬頼義が編集長を務めた。

第8次（1976年 - 1997年）
- 編集兼発行人はフランス文学者の平岡篤頼。見延典子『もう頬づえはつかない』、三石由起子『ダイアモンドは傷つかない』などの話題作が掲載された。
- 新人作家の発掘に意欲的であり、1984年に早稲田文学新人賞を設けた。同新人賞は、盛田隆二、まきのえり、向井豊昭、大久秀憲、阿部公彦らを輩出している。
- 古屋美登里が編集者としてかかわった。

第9次（1997年 - 2005年）
- 編集参加者として批評家の池田雄一、市川真人らが名を連ね、小説よりも批評、思想を中心とした編集方針にシフトした誌面作りになった。

フリーペーパー「WB」（2005年 - 2019?）
- 第9次の2005年5月号までで商業文芸誌の形態を一時休止し、同年11月よりフリーペーパー形式の「WB」が発行された。再び商業誌として第10次の復刊がなされた後も、「WB」も並行して発行されていた。

第10次（2007年 - 2022年）
- 詳細は後述。
- 2007年5月に復刊準備号「早稲田文学0」が刊行され、2008年4月の「早稲田文学1」にて復刊。
- 2022年3月の「増刊号 家族」をもって休刊となった。

## 第10次早稲田文学

### 復刊準備号
- 2007年5月に、早稲田文学会の発行・発売で「早稲田文学0」が刊行される。掲載された川上未映子の小説「わたくし率 イン 歯ー、または世界」が第137回芥川龍之介賞候補作となる[3]。

### 通常号
- 早稲田文学会・発行、早稲田文学編集室・編集。
- 2008年4月に本格的に復刊。休刊にともない休止していた早稲田文学新人賞も再開される。「早稲田文学1」と「早稲田文学2」は太田出版が出版発売する。2010年2月の「早稲田文学3」から2014年2月の「早稲田文学7」までは早稲田文学会が発売も担う。 「早稲田文学5」掲載作の「abさんご」（黒田夏子、第24回早稲田文学新人賞受賞作）が第148回芥川龍之介賞を受賞。
- 2014年8月からは、早稲田文学会・発行、筑摩書房・発売となり「早稲田文学2014年秋号」というように、数字のナンバリングではなく発行された年と季節で号を表すようになる[3]。

編集委員は2015年時点で東浩紀、角田光代、川上未映子、藤井光、ヤマザキマリ、堀江敏幸、市川真人だったが、藤井光は2018年6月22日付で編集委員を辞任した。

### 増刊号
- 2010年2月に、30歳以下の書き手による小説や評論を掲載した「早稲田文学増刊 wasebun U30」を、同年12月に「早稲田文学増刊π “わりきれないおもしろさ”号」を刊行。2012年4月に「早稲田文学記録増刊震災とフィクションの“距離”」を刊行。いずれも、発行・発売ともに早稲田文学会。
- 2017年9月に川上未映子の責任編集で、「女性」と「書く」ことの関係性をテーマにした「早稲田文学増刊 女性号」を刊行[3]。
- 2019年12月に「「早稲田文学」増刊号 「笑い」はどこから来るのか？」を、2022年3月には「早稲田文学増刊号 家族」をそれぞれ刊行。

### GRANTA JAPAN
- イギリスの文芸誌「グランタ（英語: GRANTA）」の日本版として、早稲田文学会・発行、早川書房・発売で「GRANTA JAPAN with 早稲田文学」を刊行。2014年から2016年に第1号から第3号まで発行されている[5][6]。

### 休刊
- 2023年7月、前年度の3月に刊行した「早稲田文学増刊号 家族」をもって第10次『早稲田文学』が休刊となったことが発表された[7]。本誌のスポンサーを務めてきた早稲田大学文学学術院の現代文芸コース、文芸・ジャーナリズム論系のカリキュラム改革に伴い、早稲田大学から発行補助費が停止されたことなどを理由としている[8]。

## 剣玉基金
平岡篤頼の遺族の寄付を基にして早稲田文学編集室が設置した基金。若手作家による意欲的・実験的作品の執筆と飛躍の支援を目的とする。ちなみに名称は平岡が生前しばしば口にしていた「文学は剣玉である」から。

## 関連文献
- 浅見淵『史伝早稲田文学』新潮社、1974年